# Jaume Jardí Poyato
Jaume Jardí Poyato (Reus, Tarragona, 7 de abril de 2002), más conocido como Jaume Jardí,  es un futbolista español que puede jugar como delantero o extremo derecho en el Gimnàstic de Tarragona de la Primera Federación.

## Trayectoria
Nacido en Reus, Tarragona,  es un futbolista formado en las categorías inferiores del Pastoreta  desde 2008 a 2011, CE Santes Creus en la temporada 2011-12 y en el Club de Futbol Reus Deportiu desde 2012 a 2016.
En julio de 2016, ingresa en el FC Barcelona para jugar en el infantil "A", donde permanecería durante cinco temporadas.
El 17 de enero de 2021, hace su debut con el FC Barcelona B de la Segunda División "B", en un encuentro frente al Gimnàstic de Tarragona.
El 12 de julio de 2021, tras acabar su etapa juvenil en el FC Barcelona, firma por tres temporadas con el Real Madrid Castilla Club de Fútbol de la Primera Federación.
En la temporada 2021-22, disputa 18 partidos en el Grupo II de la Primera Federación.
El 29 de julio de 2022, Jaume es cedido al Racing Club de Ferrol de la Primera Federación por una temporada.
El 27 de mayo de 2023 marcó los dos goles que certificaron el ascenso del Racing Club de Ferrol a Segunda División.Ese mismo día se le acaba la cesión y vuelve al Real Madrid Castilla Club de Fútbol
El 26 de julio de 2023 rescinde su contrato con el Real Madrid Castilla Club de Fútbol y ficha por el Gimnàstic de Tarragona

### Selección nacional
En 2020, se convertiría en internacional con la selección de fútbol sub-18 de España.